# Broumov
Broumov (Tjekkisk udtale: [ˈbroumof]; tysk: Braunau) er en by i distriktet Náchod i den tjekkiske region Hradec Králové i Tjekkiet. Den har omkring 7.100 indbyggere. Den historiske bymidte er velbevaret og er beskyttet ved lov som et bymonumentzone.

## Administrative dele
Bydelene og landsbyerne Benešov, Kolonie 5. května, Nové Město, Olivětín, Poříčí, Rožmitál og Velká Ves er administrative dele af Broumov.

## Geografi
Broumov ligger ca. 22 km nordøst for Náchod og 19 km syd for den polske by Wałbrzych. Kommunens område grænser kortvarigt op til Polen i nord. Den ligger i Broumov-højlandet. Det højeste punkt er bakken Bobří vrch med en højde på 740 moh. Byen ligger ved floden Stěnava. Hele området ligger i Broumovsko Beskyttede Landskabsområde.